# Celama tetralopha
Celama tetralopha är en fjärilsart som beskrevs av Turner 1944. Celama tetralopha ingår i släktet Celama och familjen trågspinnare. Inga underarter finns listade i Catalogue of Life.